# Flux (модель перетворення тексту в зображення)
Flux (також відомий як FLUX.1) — це модель перетворення тексту в зображення, розроблена Black Forest Labs, що базується у Фрайбурзі-ім-Брайсгау, Німеччина. Black Forest Labs заснували колишні співробітники Stability AI. Як і інші моделі перетворення тексту в зображення, Flux генерує зображення з текстових описів.

## Історія
Black Forest Labs була заснована в 2024 році Робіном Ромбахом, Андреасом Блатманом і Патріком Ессером, колишніми співробітниками Stability AI. Усі троє засновників раніше досліджували створення зображень штучним інтелектом в Мюнхенському університеті Людвіга Максиміліана, як асистенти під керівництвом Бйорна Оммера. У 2022 році вони опублікували результати свого дослідження генерації зображень, що призвело до створення Stable Diffusion. Серед інвесторів Black Forest Labs були компанія венчурного капіталу Andreessen Horowitz та низка індивідуальних інвесторів. Компанія отримала початкові інвестиції в 31 мільйон доларів США.
У серпні 2024 року Flux було інтегровано в чат-бот Grok, розроблений компанією xAI, і він став доступним як частина преміум-функції на X (раніше Twitter)   . У грудні 2024 року Grok перейшов на власну модель перетворення тексту в зображення Aurora. 
18 листопада 2024 року компанія Mistral AI оголосила, що її чат-бот Le Chat інтегрував Flux Pro як модель генерації зображень .
21 листопада 2024 року Black Forest Labs оголосила про випуск Flux.1 Tools, набору інструментів для редагування, призначених для використання поверх існуючих моделей Flux.
У січні 2025 року Black Forest Labs оголосила про партнерство з Nvidia для включення моделей Flux як базових моделей для мікроархітектури Blackwell від Nvidia. Компанія також оголосила про випуск Flux Pro Finetuning API, призначеного для точного налаштування зображень, створених Flux, у партнерстві з німецькою медіакомпанією Hubert Burda Media для використання Flux Pro як частини створення контенту.

## Моделі
Flux — це серія моделей перетворення тексту в зображення. Моделі засновані на гібридній архітектурі, яка поєднує мультимодальні та паралельні блоки дифузійних трансформаторів, масштабовані до 12 мільярдів параметрів. Моделі випускаються за різними ліцензіями: Schnell (що означає «швидкий» німецькою мовою) випущено як програмне забезпечення з відкритим вихідним кодом за ліцензією Apache, Dev випущено як програмне забезпечення з вихідним кодом за некомерційною ліцензією, а Pro випущено як пропрієтарне програмне забезпечення та доступне лише як API, яке можуть ліцензувати сторонні користувачі. Користувачі зберігали право власності на отримані результати незалежно від використовуваних моделей.
Моделі можна використовувати як онлайн, так і локально за допомогою генеративних інтерфейсів користувача AI, таких як ComfyUI та Stable Diffusion WebUI Forge (форк Automatic1111 WebUI).
Покращена модель Flux 1.1 Pro була випущена 2 жовтня 2024 року.. 6 листопада було додано два додаткові режими: Ultra, який може створювати зображення з роздільною здатністю в чотири рази вищою та до 4 мегапікселів, і Raw, який може створювати гіперреалістичні зображення.

## Рецепція
Відповідно до тесту, проведеного Ars Technica, вихідні дані, створені Flux.1 Dev і Flux.1 Pro, можна порівняти з DALL-E 3 з точки зору швидкої точності, причому фотореалізм майже відповідає Midjourney 6 і генерує людські руки з більшою послідовністю порівняно з попередніми моделями, такими як Stable Diffusion XL.
Flux критикували за дуже реалістичні створені зображення. Згідно з повідомленнями ЗМІ, зображення варіювалися від зображення Дональда Трампа, який позує зі зброєю, до тривожних сцен, які викликали дискусії щодо етичних наслідків технологій, розроблених Black Forest Labs.
Після випуску моделі соціальні мережі X були переповнені зображеннями, створеними Flux. Black Forest Labs не надала точних деталей щодо даних, використаних для навчання моделі. Ars Technica підозрювала, що Flux базується на великій несанкціонованій колекції зображень, зібраних з Інтернету, що є суперечливою практикою з потенційними правовими наслідками.

## Сторонні інтеграції
Хоча Black Forest Labs не пропонують прямого доступу до своїх моделей на своєму вебсайті, моделі Flux широко доступні через різні сторонні платформи для творчого та професійного використання.